# George George Panamthundil
George George Panamthundil (Tiruvanantapura, 20 de maio de 1972) é um diplomata e prelado indiano da Igreja Católica pertencente ao serviço diplomático da Santa Sé.

## Biografia
Foi ordenado sacerdote em 18 de fevereiro de 1998, sendo incardinado na Arquieparquia Maior de Trivandrum da Igreja Católica Siro-Malancar. É licenciado em direito canônico oriental.
Ingressou no serviço diplomático da Santa Sé em 1 de julho de 2005 e trabalhou nas Nunciaturas Apostólicas na Costa Rica, na Guiné, no Iraque, na Áustria, em Israel e na Delegação Apostólica em Jerusalém e na Palestina, na Pontifícia Representação em Chipre.
Em 16 de junho de 2023, o Papa Francisco o nomeou núncio apostólico no Cazaquistão, onde era conselheiro, com a dignidade de arcebispo-titular de Floriana. Em 15 de julho seguinte, foi nomeado para as nunciaturas de Quirguistão e Tajiquistão. Foi consagrado em 9 de setembro seguinte, na Basílica de São Pedro, pelo Cardeal Secretário de Estado Pietro Parolin, coadjuvado por Rubén Salazar Gómez, cardeal arcebispo emérito de Bogotá e por Baselios Cleemis Thottunkal, arcebispo maior da Arquieparquia Maior de Trivandrum da Igreja Católica Siro-Malancar.
É fluente, além do malaiala nativo, em italiano, inglês, espanhol, alemão e francês.